# Белуга
Белуга или бели кит (лат. Delphinapterus leucas) је врста кита који насељава воде Северног леденог океана и приобална мора. Заједно са нарвалом је припадник породице Monodontidae. Овај морски сисар је дугачак до 5 метара чије тело је у потпуности беле боје и има само осам до десет зуба.

## Таксономија и еволуција
Белугу је први пут описао Петер Симон Палас, немачки зоолог 1776. године. Белуге се сврставају у китове зубане. Делфин из реке Иравади (Orcaella brevirostris) изгледом подсећа на белугу, и некада се сврставао у овај подред, међутим, генетичке анализе су доказале супротно.
Најранији познати предак белих китова је био Denebola brachycephala из времена касног миоцена. Један једини фосил је пронађен на полуострву Калифорнији, показујући да је фамилија преживљавала и у топлијим морима.
Име белуга долази од руске речи „белуга“ или „белуха“ изведене од речи белый што значи „бели“. Да не би дошло до забуне у имену, страни научници белугу понекад називају belukhom, како би га разликовали од моруне чији је такође локални назив белуга.

## Изглед
Овај омањи кит је дужине до пет метара, дужи од већине делфина, али мањи од осталих китова зубана. Мужјаци су обично већи од женки и могу тежити 1.300 килограма, док женке теже око 900 килограма. Тело је заобљено и полако се сужава ка глави и репу. Како животиња стари, реп расте постајући на неки начин „украшено“ кривама. Пераја су кратка и широка, скоро квадратног облика.
Одсуство леђног пераја се огледа у научном имену белугиног рода -apterus, што у преводу са грчког језика значи „без крила“. Еволутивно развиће леђног руба је редуковано као адаптација животиње животу испод леда, или као могући начин задржавања топлоте. Као и код осталих китова, штитаста жлезда је релативно велика наспрам тела у поређењу с величином жлезде копнених сисара јер може послужити да одржи висок ниво метаболизма током лета.
Белуге имају способност да поприме другачији облик главе дувањем ваздуха око својих синуса. За разлику од многих делфина и китова, вратни пршљени нису срасли, допуштајући животињи флексибилност да бочно окрене главу.

## Распрострањеност
Белуге насељавају хладне воде арктичких и подарктичких кругова од 50° N до 80° N, нарочито воде уз обале Аљаске, Канаде, Гренланда и Русије. Најјужније популације су виђене изоловане око залива река Сен Лорен и Сагенај у Канади, у Атлантику и делти реке Амур, као и у водама око Сахалин острва у Охотском мору. Понекад се могу пронаћи удаљене од свог станишта и хиљаду километара у завучене речне делте пратећи миграцију риба (на пример лососа) у доба око јесени.

## Понашање и исхрана
У пролеће, белуге се селе до својих летњих одредишта, до залива, естуара и плићака. Белуге имају изузетну способност у проналажењу танких процепа леда на отвореним водама где густ слој леда може да прекрије више од 96% морске површине је и даље мистерија научницима. Јасно је да је ехолокација белуге високо применљива на својствену акустичност мора под ледом и верује се да белуге могу осетити отворено море на основу ехолокације.
Високо су друштвена бића. Групе мужјака броје стотинак чланова, али мајке са младунцима се обично одвајају у засебне мање групе. Када се сакупе око залива, јато може бројати и на хиљаде белуга. Ово је у време када су белуге најизложеније лову, тако да су боље заштићене од предатора.
Јата теже нестабилности, што значи да белуге имају обичај да се преместе из једне групе у другу.
Чланство у једном јату је ретко трајно. Радио праћења су показала да неке белугу почну селидбу у једном јату, али су већ после неколико дана стотинама километара удаљене од њега. Најјача друштвена веза јесте она између мајке и младунчета. Млади обично мигрирају у исти залив у који је долазила његова мајка, срећући се са њом чак и после своје потпуне зрелости.
Белуге су пријатељски настројена према људима или другим морским сисарима. Виђене су како прскају раднике у великим акваријума. Неки научници мисле да се ова вештина можда користи како би одували песак са љускара на морском дну.
Исхрана се углавном састоји од морске рибе. Такође се хране главоношцима и љускарима (раковима, крабама и рачићима), као и мањим делфинима. Храну на морском дну претражују на дубини од око 300 метара, мада могу да зароне двоструко дубље. Генерално, под водом проведу од 3 до 5 минута тражећи храну, мада су неке посматране белуге биле под водом и 20 минута у једном зарону.
Белуге поседују један од највећих вокалних репертоара међу морским сисарима, те су их због тога морнари назвали морским канаринцима. Комуникативни и емотивни гласови су широко подељени у јасне, високофреквентне и ритмичке, обично у рангу фреквенција од 0,1 до 12 kHz. Белуге имају способност да производе јединствене, индивидуалне гласове и могу да размењују акустичке сигнале, односно одржавају дијалог на одређеним дистанцама.

## Размножавање
Женке белуге достижу полну зрелост од 9-12. година, а мужјаци нешто касније. Парење се одвија током зиме до раног пролећа, док су животиње још у својим зимским пребивалиштима и док почну са миграцијама. Женке рађају по једно младунче у пролеће након просечне трудноће од 15 месеци, са распоном од 14 и по у дивљини до 15-17 месеци у заточеништву. По рођењу, младунци су дуги 1.5 метар и тешки 80 килограма. Младунци су тамносиве боје. Та сива боја полако бели како белуге расту, добијајући своју препознатљиву чисто белу боју у добу од 7 година код женки и 9 код мужјака. Мајка производи висококалорично млеко и доји младунче две године.
Животни век белуге износи и до 50 година. Женке у заточеништвима су чак са 20 година започеле трудноћу.

## Популација и статус
Бројност светске популације белуги данас износи око 100.000 јединки. Иако је овај број већи од броја осталих китова, много је мањи у поређењу са некадашњом популацијом, док се врста није масовно ловила. У Бофортовом мору живи процењених 40.000 белуги, преко 25.000 у Хадсоновом заливу, 18.500 у Беринговом мору и око 28.000 белуги око канадског Арктика. Најјужнија популација у заливу реке Сен Лорен износи приближно 1000 животиња.
Белуге су биле међу првим врстама китова које су донесене у заточеништво. Први примерак је приказан 1861. године на Барнумовом музеју у Њујорку. Данас је једна од ретких врста кое се чувају у аква парковима широм Северне Америке и Европе. Људе привлаче њихова чисто бела боја коже, као и облик уста и изрази лица. Иако је код већине китова „смешак“ фиксиран, белуге имају далеко покретљивије изразе уста захваљујући несраслим вратним пршљеновима.
Белуге су вековима лако ловљене од стране аутохтоних арктичких народа због густине популација и предвидљивих миграционих путева. На неким местима, попут западног Гренланда, пређашњи комерцијални улови (данас забрањени) су оставили популације белуги у великој опасности, а неки народи и даље настављају са китоловом. Како би успели да популација остане одржива, Светски савез за очување врста IUCN је сврстао белуге на своју црвену листу 1995. године.